# تصفيات كأس الأمم الإفريقية 1970
تصفيات كأس الأمم الإفريقية 1970 هي التصفيات المؤهلة لكأس الأمم الإفريقية 1970. تأهل السودان بصفته منظما للبطولة وتأهلت الكونغو كينشاسا كبطل للبطولة السابقة ولعبت التصفيات على مرحلتين.

## الفرق المؤهلة
الفرق الثامنة المؤهلة هي:
- الكاميرون
- الكونغو كينشاسا (حامل اللقب)
- إثيوبيا
- غانا
- غينيا
- ساحل العاج
- السودان (المستضيف)
- الجمهورية العربية المتحدة

## التصفيات
| الجولة 1 | الجولة 2            | الفريق 1     | فارق الاهداف  | الفريق 2                  |
| -------- | ------------------- | ------------ | ------------- | ------------------------- |
| 3-2      | 2-2                 | مريشيوس      | 5-4           | زامبيا                    |
| 0-2      | 2-1                 | الكاميرون    | 2-3           | اوغندا                    |
| 1-1      | 0-1                 | تنزانيا      | 1-2           | كينيا                     |
| 0-1      | 1-2                 | المغرب       | 2-1           | الجزائر                   |
| 1-1      | 4-0                 | توغو         | 5-1           | غينيا                     |
| /        | انسحب الصومل        | الصومال      | المرشح الاوحد | الجمهورية العربية المتحدة |
| /        | انسحبت فولتا العليا | فولتا العليا | المرشح الاوحد | مالي                      |
| /        | انسحب النيجر        | نيجيريا      | المرشح الاوحد | النيجر                    |
| /        | انسحب سيراليون      | سيراليون     | المرشح الاوحد | السنغال                   |

تاهلت الفرق الفائزة إلى الدور 2.
| الجولة 2 | الجولة 1 | الفريق 1   | فارق الاهداف | الفريق 2                  |
| -------- | -------- | ---------- | ------------ | ------------------------- |
| 2-1      | 7-0      | تنزانيا    | 9-1          | اثيوبيا                   |
| 1-2      | 2-2      | الكاميرون  | 3-4          | زامبيا                    |
| 9-1      | 6-0      | غانا       | 1-15         | النيجر                    |
| 1-1      | 1-0      | الجزائر    | 2-1          | الجمهورية العربية المتحدة |
| 1-1      | 4-3      | السنغال    | 5-4          | غينيا                     |
| 0-4      | 0-0      | ساحل العاج | 0-4          | مالي                      |

## المنتخبات المتأهلة
- الكاميرون
- جمهورية الكونغو الديمقراطية (حامل اللقب)
- إثيوبيا
- غانا
- غينيا
- ساحل العاج
- السودان (المضيف)
- الجمهورية العربية المتحدة